# Rathaus von Gent
Das Alte Rathaus der belgischen Stadt Gent („Stadhuis“) ist ein rund 500-jähriger Baukomplex im Stadtzentrum. Der Bau des Rathauses dauerte von 1518 bis zum 19. Jahrhundert, aufgrund von kriegerischen und finanziellen Problemen wurde die Errichtung mehrfach für größere Zeiträume unterbrochen. Der Prachtbau zeigt vor allem einen Stilmix aus Gotik und Renaissance.
Das Rathaus ist seit seiner Einweihung ununterbrochen auch das politische Zentrum der Stadt.

## Lage
Das Verwaltungsgebäude wird von den Straßen Hoogpoort (nordöstlich), Botermarkt (östlich), Poeljemarkt (südlich) und Stadhuissteeg (westlich) umschlossen. Es steht unweit des Belfrieds.

## Geschichte

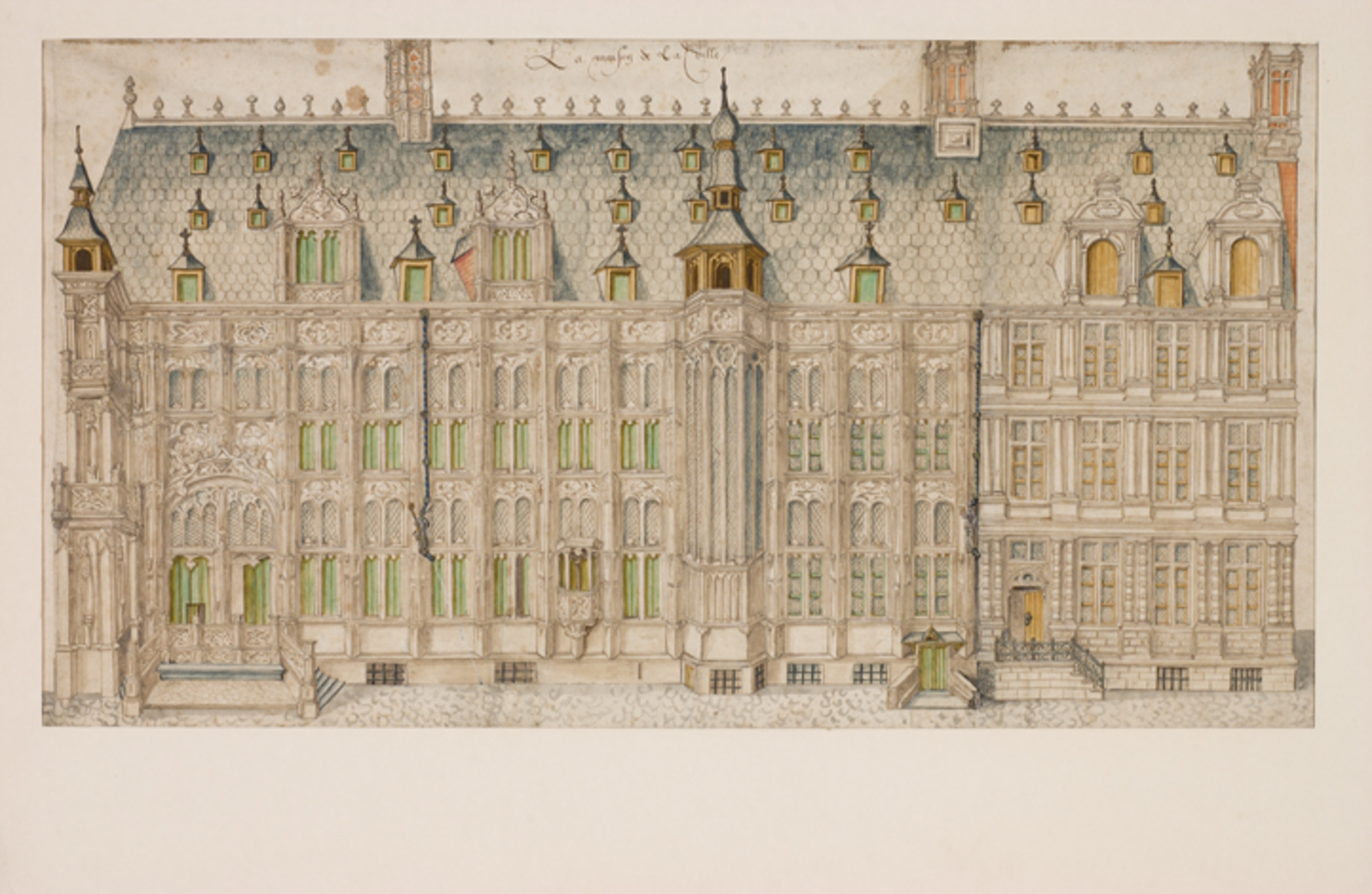
Nordfassade mit Entwurf des Erweiterungsbaus, 1580, Flamboyantbau mit gotischen Lukarnen, Eingang neben Eckerker mit seitlicher Freitreppe

Der Bau eines Verwaltungsgebäudes in Gent begann im 15. Jahrhundert, als für zwei kommunale Gerichte Platz geschaffen werden musste, dem Keure-Schöffengericht und dem Gedele-Schöffengericht. Ein kompletter Neubau war nicht vorgesehen, dafür erwarben die Stadtrichter drei nebeneinander stehende Einzelgebäude entlang des Hoogpoorts, die ab 1518 überformt und vergrößert wurden. Die (namentlich nicht überlieferten) Planer und Baumeister haben ein einheitliches Bauwerk im gotischen Stil geschaffen. Der größte danach erstellte Bau ist das zwischen 1519 und 1539 im Renaissancestil aufgeführte Gedele-Schöffengericht am Botermarkt mit Schmalseite zum Poeljemarkt. Als der Platzbedarf der Stadtverwaltung weiter anstieg, wurde 1580–1582 am Hoogpoort östlich an das Keure-Gericht ein weiterer Erweiterungsbau im Renaissancestil angefügt. Zwischen diesem und dem Stadhuissteeg baute man 1700–1701 ein recht geräumiges Wohnhaus für den Hausmeister des Keuregerichts. Mitte des 18. Jahrhunderts wurde an der Einmündung des Stadhuissteegs in den Poeljemarkt in sehr schlichtem Klassizismus das Gebäude der Armenkammer errichtet. Erst 1880/1881 erhielt das Gedele-Gericht eine stilistisch angepasste eingeschossige Erweiterung am Poeljemarkt, die bis an die Armenkammer reicht. Als Baumaterial für die Fassaden der meisten Gebäudeteile kam Sandstein zum Einsatz.
Im Hauptsaal des Flamboyantflügels unterzeichneten Vertreter der Nördlichen und der Südlichen Niederlande im November 1576 die Genter Pazifikation. Mit diesem Vertrag wurde der Konflikt zwischen Katholiken und Protestanten beendet und ein Bund gegen die spanischen Eroberer geschlossen, die das Land verlassen mussten. Seit dieser Zeit heißt der geschichtsträchtige Saal Pazifikationssaal.
Im 20. Jahrhundert kamen an die Repräsentationsfronten im Hochparterre Skulpturen, die einige Grafen von Flandern abbilden. Die Figuren sind auf kleine Postamente gestellt, am Eckhaus stehen sie einzeln in Rundnischen, an den Straßenseiten sind jeweils zwei auf Postamenten angeordnet, die sich zwischen den Rundfenstern befinden.
Eine letzte Überarbeitung des Rathauses erfolgte in der Vorbereitungsphase der Weltausstellung in Gent des Jahres 1913, als vor allem die klassizistische Seite komplett renoviert wurde.

## Architektur

### Außen
Das Rathaus umfasst den gesamten Häuserblock, begrenzt von den Straßen Hoogpoort und Botermarkt, dem Platz Poeljemarkt und der schmalen Gasse Radhuissteeg. Außer den Prachtbauten umfasst es auch weniger aufwändige Häuser, von denen die meisten gleichwohl als Erweiterungsbauten errichtet worden sind.
Die ältesten Straßenfronten sind die des Traktes aus dem 16. Jahrhundert in üppiger üppiger Flamboyantgotik. Seine beiden Vollgeschosse auf dem mächtigen Sockelgeschoss sind die höchsten des ganzen Rathauses. Die Hausecke ist durch einen weit vorragenden aber nur bis zur Traufe reichenden Erkerturm betont. Die Dachschrägen des Gebäudes sind heute schlicht, ohne die 1580 abgebildeten gotischen Lukarnen und Gauben. Aus der Längsseite an der Hoogpoort steht etwa in der Mitte der Polygonalschluss einer Kapelle vor. Die an der Hoogpoort anschließenden Häuser haben klassische bis barocke Formen und sind bei teils gleicher, teils geringerer Traufhöhe dreigeschossig.
Am Botermarkt schließt an die Schmalseite des gotischen Traktes die Längsseite des Renaissancetrakt an, dessen von zwei Stufengiebeln gekrönte Schmalseite zum Poeljemarkt zeigt. Sein Stil gehört bis zur Traufenhöhe einer klassizistischen Variante der Renaissance an, oberhalb eher dem Manierismus.
Die Traufe der dreigeschossigen Längsseite liegt nur wenig über der des gotischen Teils. Allen Pfeilern zwischen und neben den Fenstern sind schwarze Halbsäulen vorgesetzt. Gruppen von je beiderseits drei Halbsäulen rahmen das Portal, zu dem eine doppelläufige Freitreppe führt. Aus der Dachschräge ragen vier Lukarnen, diejenige über dem Portal mit zwei Fenstern, die übrigen mit je einem. Die Schmalseite hat zwischen und neben den Fenstern nur flache Pilaster. Westlich setzt sich die Fassadengestaltung des Renaissancebaus in einem niedrigen Trakt fort, der über dem hohen Sockelgeschoss nur ein Vollgeschoss hat, und über einem fensterlosen Kniestock ein flach geneigtes Dach ohne Gauben.
Westlich an den „eingeschossigen“ Trakt schließt die ehemalige Armenkammer an, ein zweigeschossiger Bau von geringerer Traufenhöhe. Bis auf eine reliefgefüllte Attika über den drei mittleren Fensterachsen ist seine Fassade schmucklos.

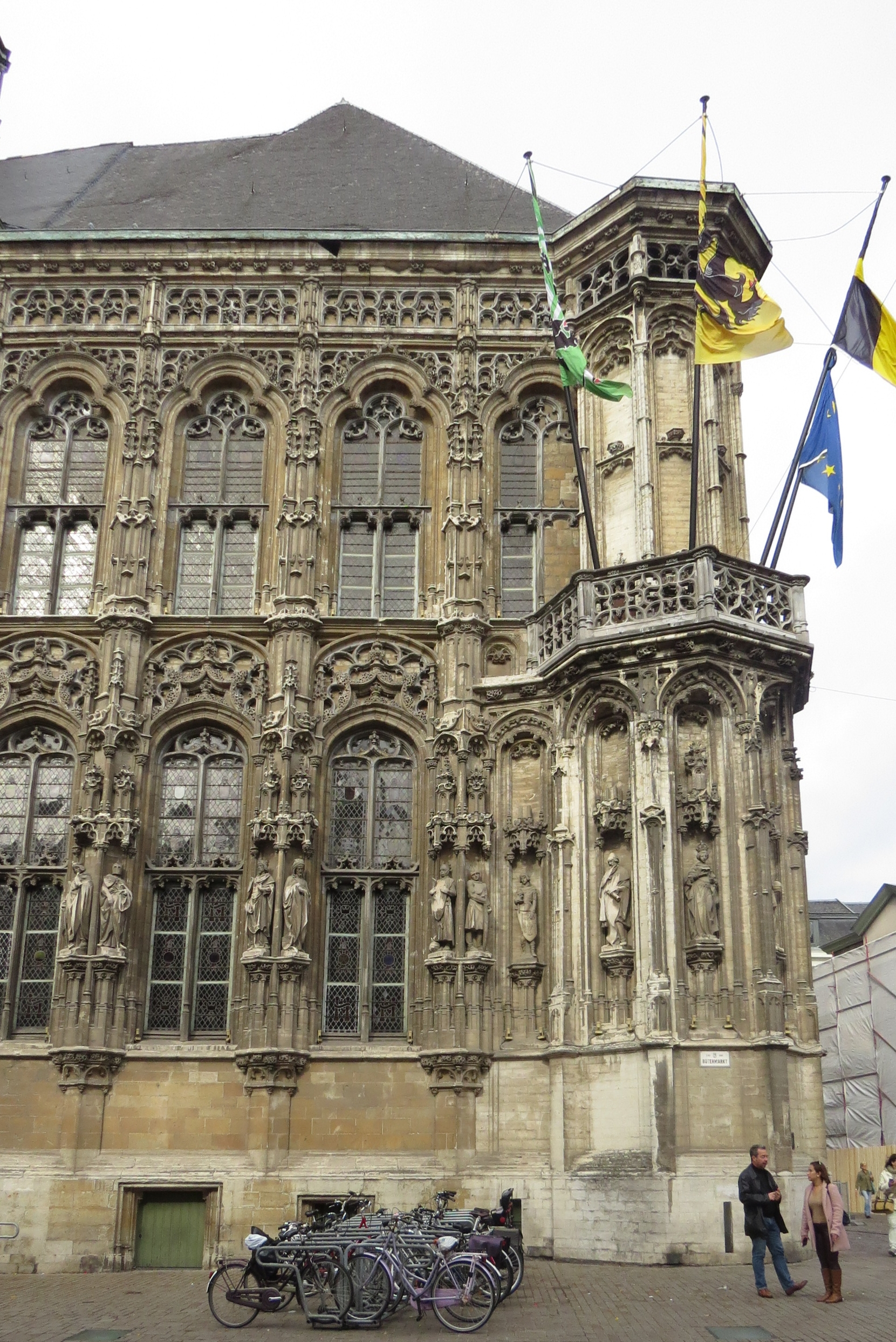
Ostgiebel des Nordflügels, Erker Botermarkt Ecke Hoogpoort
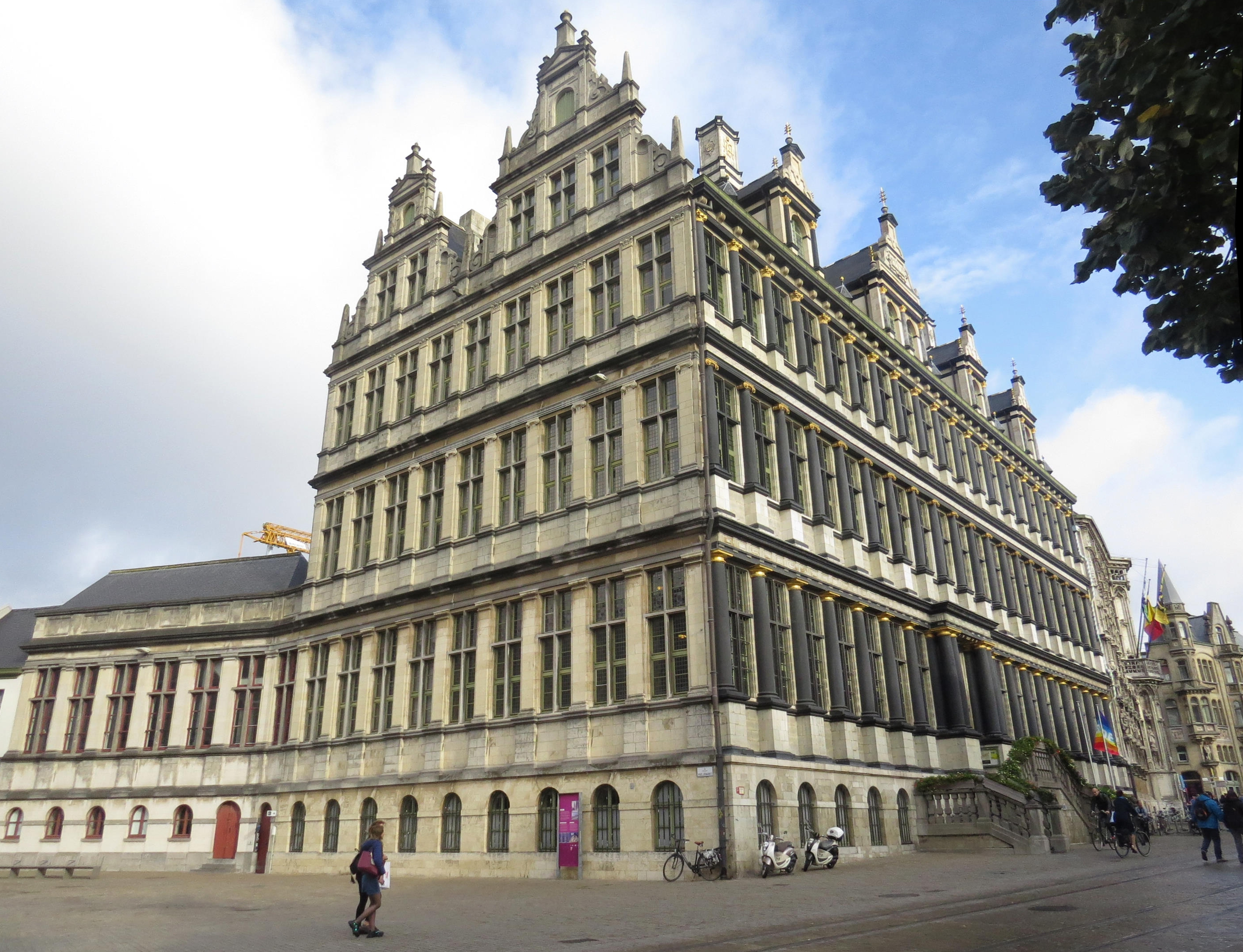
Rechts Ostseite zum Botermarkt mit Freitreppe, Mitte Südgiebel des Renaissanceflügels, links Verlängerung von 1880/1881
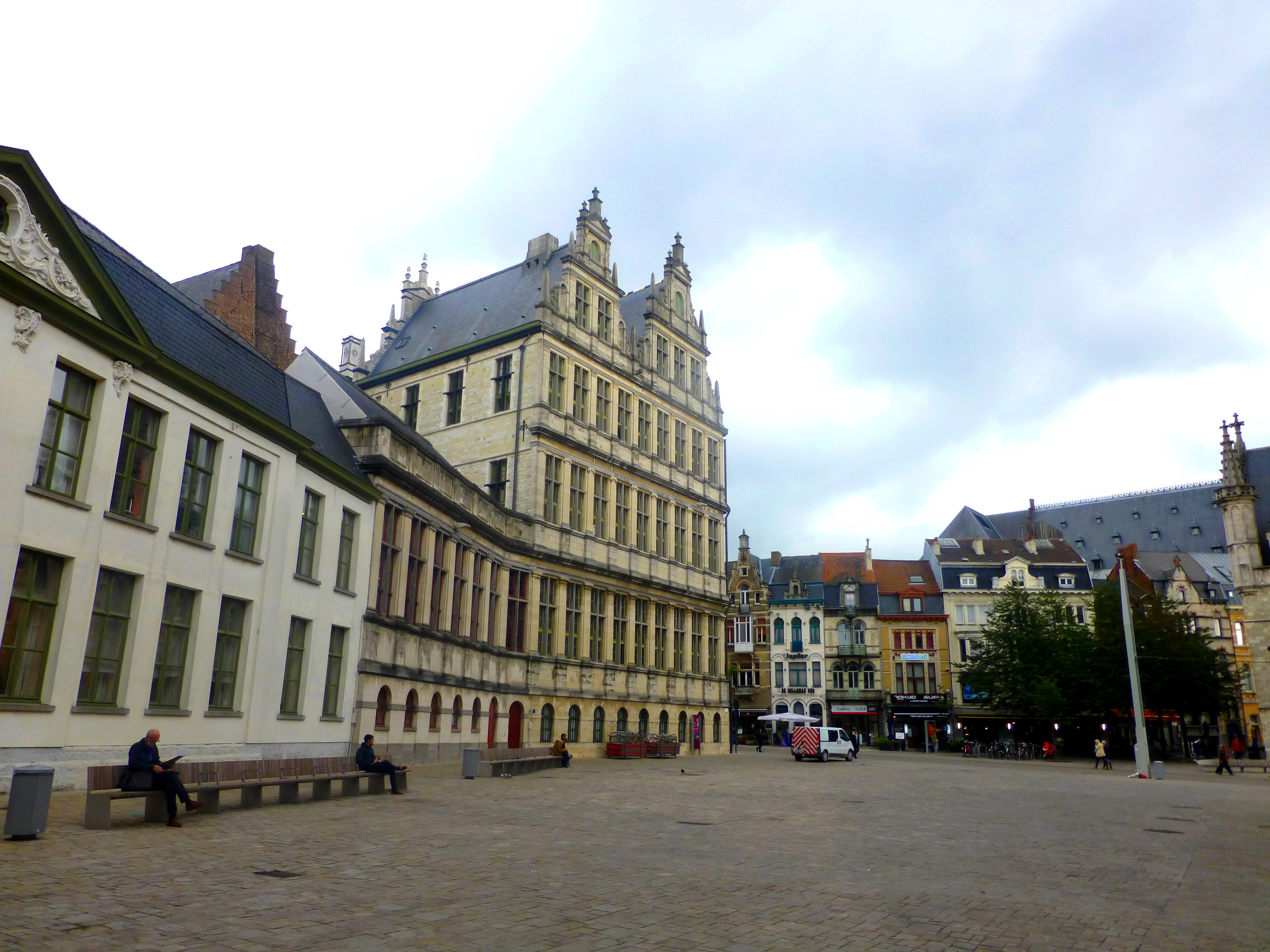
Poeljemarkt, links die Polizei, ehem. Armenkammer (18. Jh.)
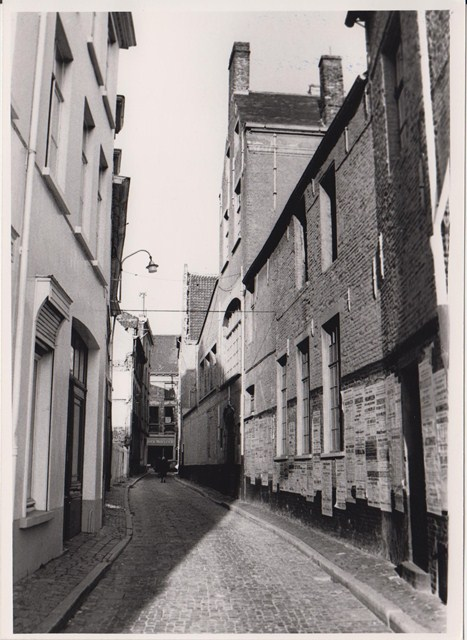
Stadhuissteeg, rechts Nebengebäude des Rathauses

### Innen
Das Rathaus birgt neben zahlreichen kleinen Büroräumen 51 größere Säle, der bedeutendste ist der Pazifikationssaal. Seine Ausstattung mit einem auffälligen schwarz-weißen Fußboden mit Labyrinthmuster symbolisiert die schwierige Suche nach Gerechtigkeit und Glück. Außerdem dominieren Schnitzstühle, eine geschnitzte Bank und mit Schnitzwerk verzierte Pulte das Ambiente. Ein gemauerter Kamin ist mit Schnitzornamenten eingefasst, beispielsweise mit einem Füllhorn. Mittig findet sich der in Holz ausgeführte Spruch „Zenoni secreto constanti“.
Die eher kirchenähnlichen dreibahnigen gotischen Fenster sind, zumindest auf der Seite zu den grasbewachsenen Höfen, mit farbigem Glas geschmückt.
Sternförmige Holzgewölbe schließen das Treppenhaus und einige Säle ab. An den Wänden der Treppenanlagen, auch in den großen Räumen, sind Kopien berühmter Gemälde von alten Meistern zu sehen.
Zu den schönen Räumen gehört auch die Hochzeitskapelle (Trouwkapel), deren Wirkung vor allem von ihren mit romantischen Ornamenten und Symbolfiguren gestalteten Buntglasfenstern herrührt. Die Kapelle ist nicht einheitlich proportioniert, weil die ursprüngliche Planung einen größeren Andachtsraum vorsah, dessen Bau bereits begonnen hatte. Er musste aber schnell fertig werden und wurde deswegen vereinfacht angepasst. Eine sternförmig abgehängte Decke verringert die Raumhöhe.
Ein Repräsentationssaal mit großem Kristalllüster beeindruckt auch mit samtenen Sesseln, die auf einem dreistufigen ebenfalls mit Samt belegten Podium stehen.

## Nutzung im 21. Jahrhundert
Das Rathaus spielt immer noch eine wichtige Rolle für das Gemeindeleben in Gent. Im von Innenhöfen umgebenen ältesten Teil tagt der Stadtrat, in den übrigen Flügeln sind die Büros der Stadtbeamten untergebracht.
Einige Innenräume des Rathauses können bei einer Führung besichtigt werden, die täglich am nahe gelegenen Tourismusbüro beginnt.
Einige Räume und auch der Garten können für Festlichkeiten gemietet werden.